# Hayesville (Ohio)
Hayesville és una població dels Estats Units a l'estat d'Ohio. Segons el cens del 2000 tenia 348 habitants.

## Demografia
Segons el cens del 2000, Hayesville tenia 348 habitants, 136 habitatges, i 95 famílies. La densitat de població era de 181,6 habitants/km².
Dels 136 habitatges en un 27,9% hi vivien nens de menys de 18 anys, en un 63,2% hi vivien parelles casades, en un 4,4% dones solteres, i en un 30,1% no eren unitats familiars. En el 27,2% dels habitatges hi vivien persones soles el 7,4% de les quals corresponia a persones de 65 anys o més que vivien soles. El nombre mitjà de persones vivint en cada habitatge era de 2,4 i el nombre mitjà de persones que vivien en cada família era de 2,91.
Per edats la població es repartia de la següent manera: un 20,1% tenia menys de 18 anys, un 7,2% entre 18 i 24, un 25,3% entre 25 i 44, un 29,6% de 45 a 60 i un 17,8% 65 anys o més.
L'edat mediana era de 44 anys. Per cada 100 dones de 18 o més anys hi havia 91,7 homes.
La renda mediana per habitatge era de 41.429 $ i la renda mediana per família de 52.500 $. Els homes tenien una renda mediana de 34.375 $ mentre que les dones 26.042 $. La renda per capita de la població era de 18.509 $. Aproximadament el 7,1% de les famílies i el 8% de la població estaven per davall del llindar de pobresa.

## Poblacions més properes
El següent diagrama mostra les poblacions més properes.